# Антонио Аранда (стадион)
Стадион Антонио Аранда (исп. Estadio Antonio Aranda) — футбольный стадион, расположенный в городе Сьюдад-дель-Эсте (Парагвай). Вместимость стадиона составляет около 28 000 зрителей. Эстадио Антонио Аранда — домашняя арена футбольного клуба «3 февраля». До ноября 2013 года был известен как Стадион подполковника Антонио Оддоне Сарубби (исп. Estadio Teniente Coronel Antonio Oddone Sarubbi).
Также известный как «бастион Востока» (исп. el Bastión del Este), стадион был построен в 1972 году, открыт в 1973 году и реконструирован в 1999 году в ходе подготовки к Кубку Америки 1999. На обновлённом стадионе были сыграны все 6 матчей группы B этого турнира, где друг с другом встречались сборные Бразилии, Мексики, Чили и Венесуэлы, а также одна встреча 1/4 финала (Бразилия — Аргентина) и один полуфинал (Бразилия — Мексика). Таким образом, бразильцы провели все свои матчи Кубка Америки 1999 (не считая финала) на Антонио Оддоне Сарубби и во всех 5 случаях праздновали победу.
В 2007 году стадион также принимал у себя матчи Молодёжного чемпионата Южной Америки. На 
Антонио Оддоне Сарубби прошли все 10 матчей группы B этого турнира, где друг с другом встречались молодёжные сборные Колумбии, Уругвая, Аргентины, Эквадора и Венесуэлы.
Реконструкция 1999 года сделала стадион стал третьим по вместимости и важности в Парагвае, уступающему лишь столичным «Дефенсорес дель Чако» и «Генерал Пабло Рохас». Общая стоимость инвестиций в реконструкцию колебалось около $5 млн, в различных работах было занято от 800 до 1200 человек.
Стадион имеет 2 пресс-центра, комнату медицинского персонала, четыре современных раздевалки с ванными комнатами, раздевалку для судей, оборудованный тренажёрный зал, собственную парковку для автомобилей, VIP-зал и многое другое. Кроме того, стадион обладает эффективной дренажной системой, позволяющей проводить игры под проливным дождём.
В ноябре 2013 года стадион был назван в честь Антонио Аранды, бывшего президента клуба «3 февраля», который принимал активнейшее участие в проекте реконструкции арены, а также способствовал выходу клуба в элитный дивизион парагвайского футбола в 2004 году